# 国家安全調査局
国家安全調査局（こっかあんぜんちょうさきょく、スペイン語：Centro de Investigación y Seguridad Nacional）とは、メキシコの情報機関。2018年にアンドレス・マヌエル・ロペス・オブラドール大統領によって国家情報センター (スペイン語: Centro Nacional de Inteligencia、略称:CNI)に改名された。

## 概要
- メキシコの内務省（SEGOB）に属している。
- メキシコシティ郊外に本部があり、各州に事務所がある。要員は2700人で、予算は9070万ドルである。
- 情報収集やテロ対策を行うほか、世論調査も行うという。
- 国内ではサパティスタ民族解放軍や革命人民軍、近年凶悪化している麻薬カルテル等をターゲットとしている。
- 中央情報局やイスラエル諜報特務庁の組織を参考に作られているという。

## 歴史
- 1918年 　ベヌスティアーノ・カランサが内務省に「第一部門」（Sección Primera）を開設する。
- 1929年　「秘密部門」（Departamento Confidencial）となる。
- 1938年　「政治情報局」（Oficina de Información Política）となる。
- 1942年　「政治社会調査局」（Departamento de Investigación Política y Social）となる。
- 1947年　「連邦調査局」（Dirección Federal de Seguridad、DFS）となる。
- 1967年　「政治社会調査局」（Dirección General de Investigaciones Políticas y Sociales、DGIPS）となる。
- 1985年　「安全保障調査局」（Dirección General de Investigación y Seguridad Nacional、DGISN）となる。
- 1989年　「国家安全調査局」（Centro de Investigación y Seguridad Nacional、CISEN）となる。

## 組織
- 長官
- 総書記

14の部門がある。
- 副総書記

11ヶ国（カナダ、アメリカ合衆国、キューバ、スペイン、コロンビア、グアテマラ、エルサルバドル、ベネズエラ）を管轄する。
- 人事局
- 諜報局
- 分析局
- 防諜局
- 管理局
- 技術局
- 内部管理局

## 長官
- 1989-1990年　ホルゲ・カリージョ・オレア
- 1990-1993年　フェルナンド・デル・ヴィジャール・モレーノ
- 1993-1994年　エデュアルド・ポントーネス・チコ
- 1994-1999年　ホルゲ・エンリケ・テージョ・ペオン
- 1999-2000年　アレハンドロ・アレグレ・ラビエラ
- 2000-2005年　エデュアルド・メディーナ・モラ
- 2005-2006年　ハイメ・ドミンゴ・ロペス・ビトロン
- 2006-2011年　ギジェルモ・バルデス・カステジャーノス
- 2011年　アレハンドロ・ポイレ
- 2011年　ハイメ・ドミンゴ・ロペス・ビトロン